# Margarita Pesado
Margarita Pesado es una deportista mexicana que compitió en saltos de plataforma. Ganó una medalla de bronce en los Juegos Panamericanos de 1955, en la prueba individual.

## Palmarés internacional
| Juegos Panamericanos | Juegos Panamericanos      | Juegos Panamericanos | Juegos Panamericanos |
| Año                  | Lugar                     | Medalla              | Prueba               |
| -------------------- | ------------------------- | -------------------- | -------------------- |
| 1955                 | Ciudad de México (México) | Medalla de bronce    | Plataforma 10 m      |